# ماندي بروكس
ماندي بروكس (بالإنجليزية: Mandy Brooks)‏ هو لاعب كرة قاعدة أمريكي، ولد في 18 أغسطس 1897 في ميلواكي في الولايات المتحدة، وتوفي في 17 يونيو 1962.

## وصلات خارجية
- ماندي بروكس على موقعبيزبول رفرنس.كوم (الدوري الرئيسي) (الإنجليزية)
- ماندي بروكس على موقعبيزبول رفرنس.كوم (الدوري الثانوي) (الإنجليزية)